# Yanchep-Nationalpark
Der Yanchep-Nationalpark ist ein australischer, 1957 gegründeter Nationalpark 42 km nördlich von Perth mit einer Fläche von 28 km² in Western Australia. Bekannt ist der Park für seine Höhlen, die einheimische Vegetation und die Koala-Kolonie. Im Nationalpark leben noch Aborigines von Stamme Noongar. Der Nationalpark ist besonders an Wochenenden von Einheimischen gut bevölkert. Im Park sind diverse Wanderungen und Spaziergänge unterschiedlicher Länge möglich. Ein See zum Rudern und diverse Bäche sind Teil dieses kleinen Nationalparks. Die Leitung des Parks untersteht dem Department of Environment and Conservation.

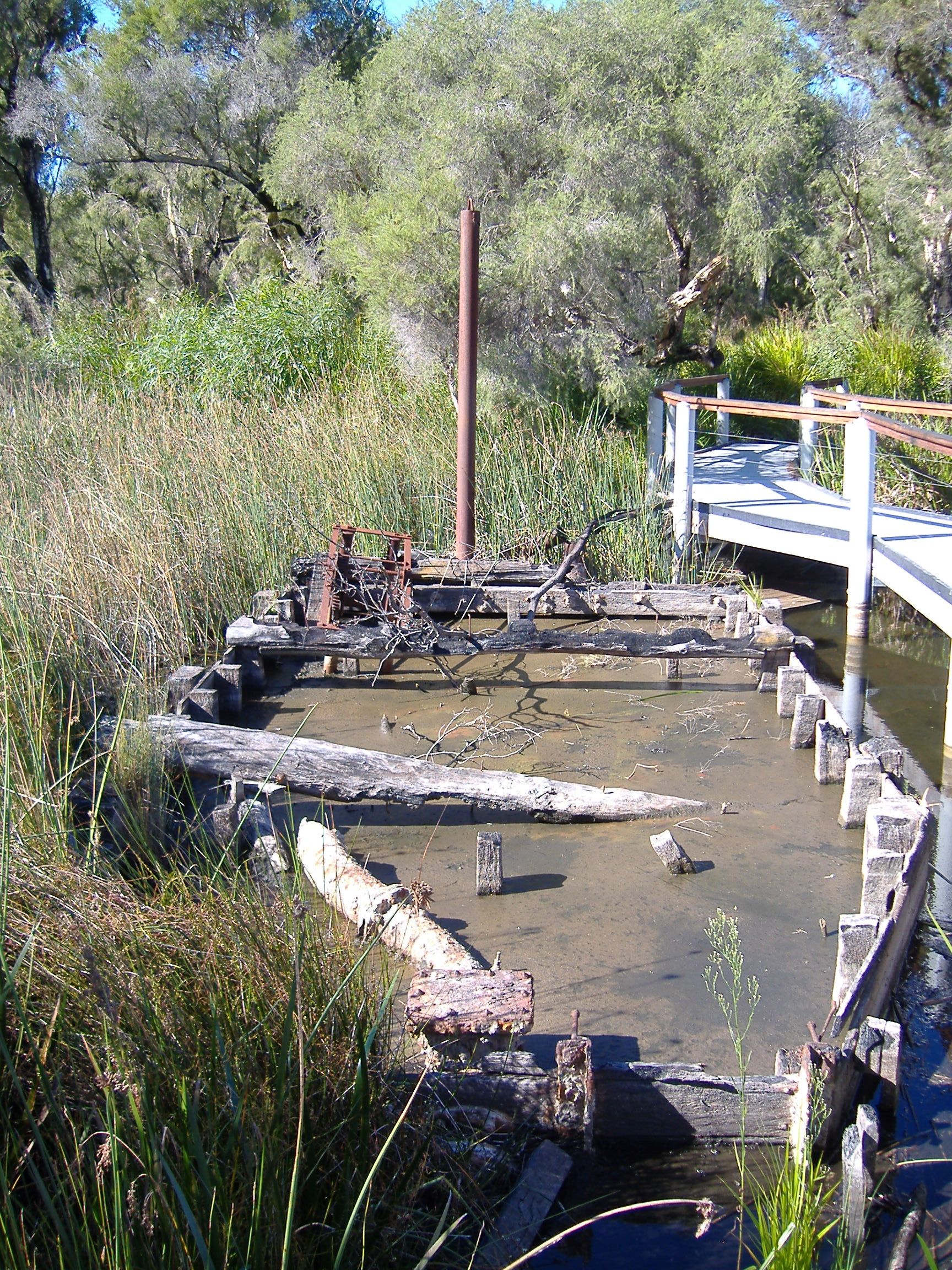
Feuchtgebiete am See
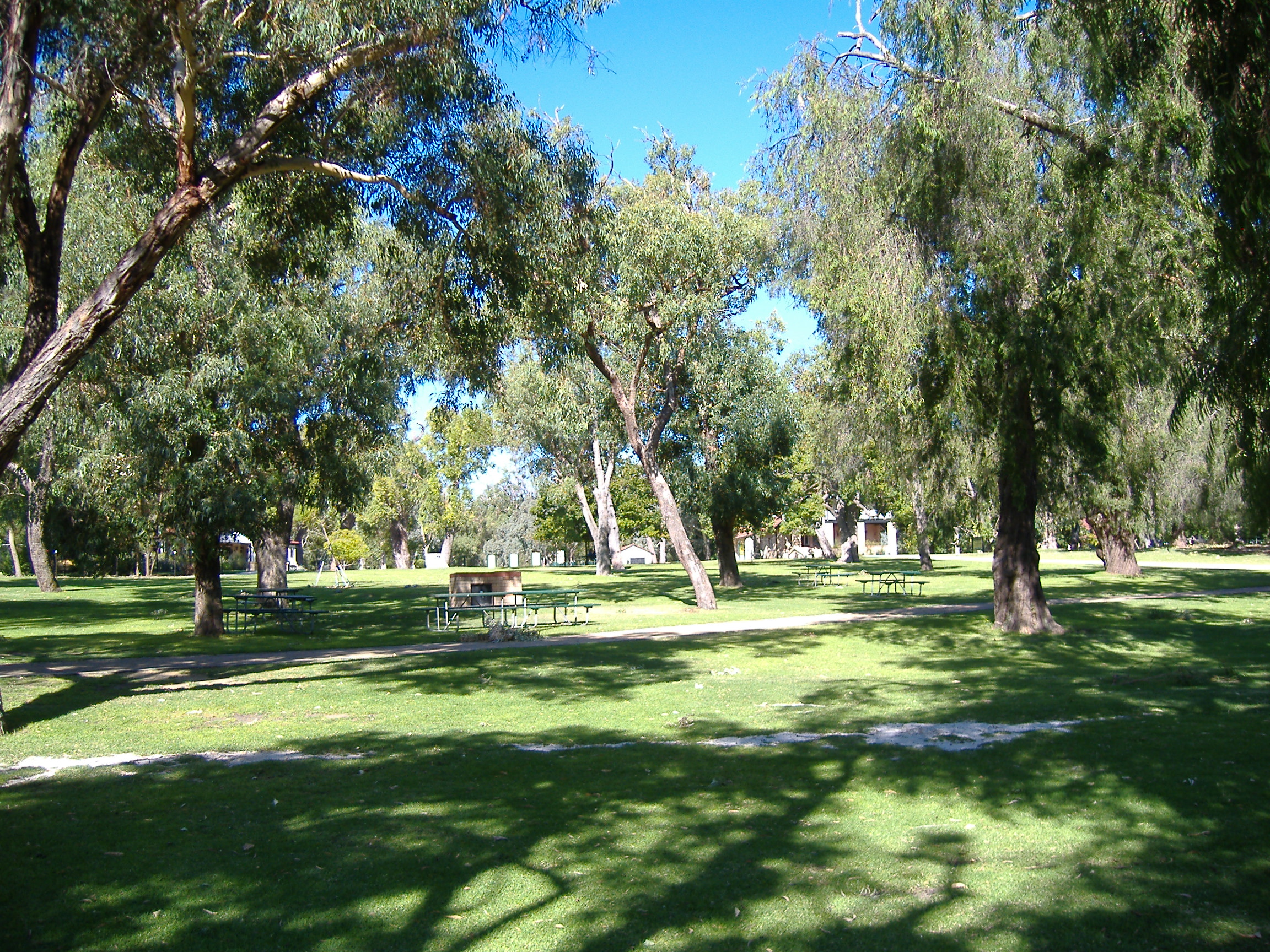
Picknick-Platz
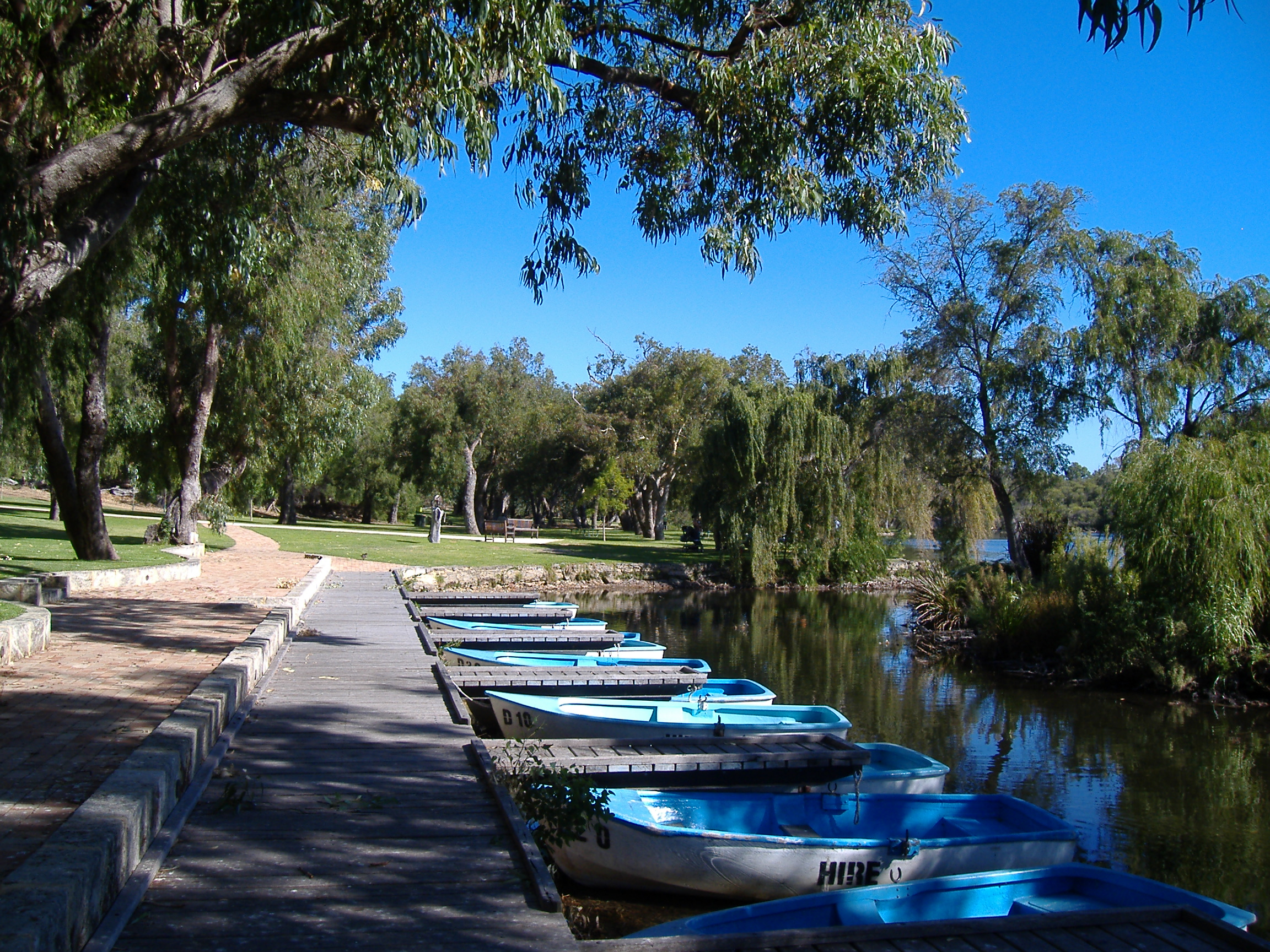
Bootsverleih
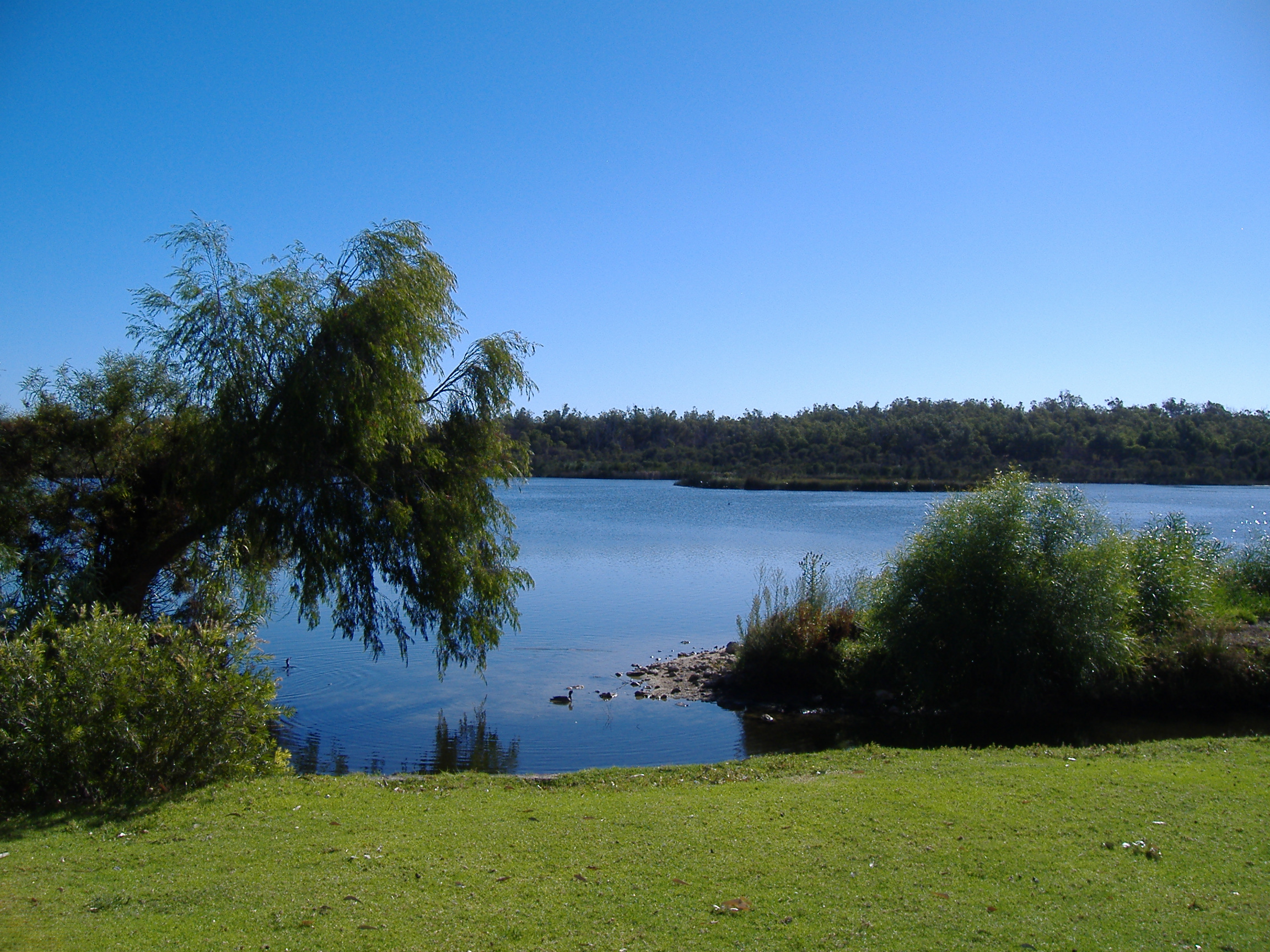
Loch McNess
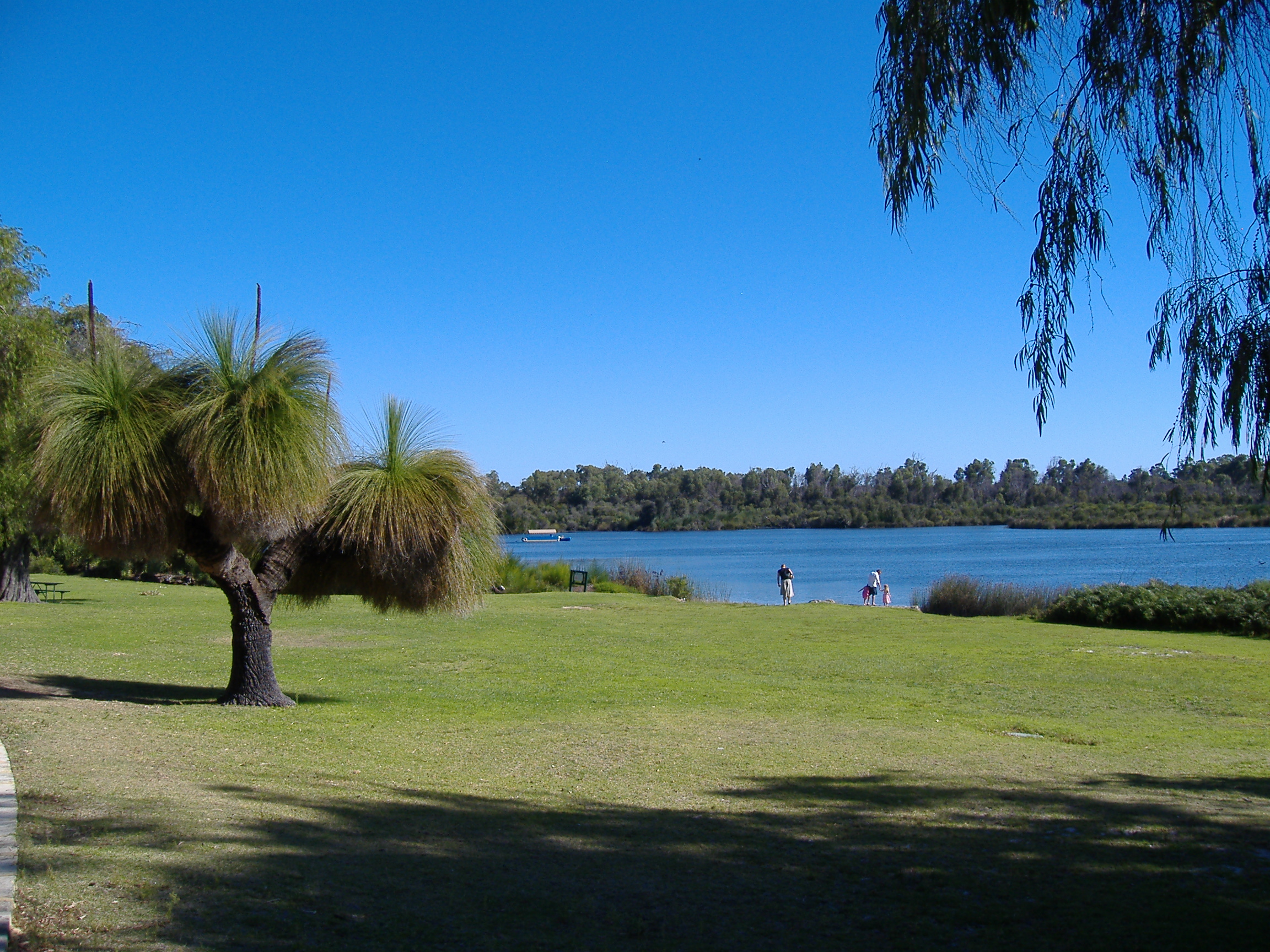
Am Seeufer